# Autobahndreieck Saarbrücken
Das Autobahndreieck Saarbrücken (Abkürzung: AD Saarbrücken; Kurzform: Dreieck Saarbrücken) ist ein Autobahndreieck im Saarland, das sich im Süden von Saarbrücken befindet. Hier geht die Bundesautobahn 620 (Saarlouis — Saarbrücken) in die Bundesautobahn 6 (Saarbrücken — Mannheim — Nürnberg) (Europastraße 50) über.

## Geographie
Das Dreieck befindet sich auf dem Stadtgebiet von Saarbrücken. Die nächstgelegenen Stadtteile sind Sankt Arnual, Güdingen und Brebach-Fechingen. Es befindet sich etwa 65 km östlich von Metz, etwa 70 km südwestlich von Kaiserslautern und etwa 5 km südöstlich der Saarbrücker Innenstadt.
Unmittelbar westlich des Dreiecks befindet sich die Saar, die von beiden Autobahnen durch Brückenbauwerke überquert wird.
Das Autobahndreieck Saarbrücken trägt auf der A 620 die Nummer 22, auf der A 6 die Nummer 3.

## Bauform und Ausbauzustand
Auf Grund des spitzen Winkels, in dem die Autobahnen aufeinandertreffen  und der engen innerstädtischen Bebauung, sowie der gleichzeitigen Querung der Saar, fehlt eine direkte Verbindung der A 6 von Westen kommend mit der A 620.
Ersatzhalber wird der Verkehr an der Ausfahrt Saarbrücken-Fechingen zwei Kilometer östlich über eine Wendeschleife zurückgeführt. Großräumig wird der von Saarlouis kommende Verkehr bereits an der Ausfahrt Messegelände von der A 620 bzw. von Frankreich kommend an der Ausfahrt Goldene Bremm an Friedhof und Messegelände vorbei durch die Stadt geleitet.
Das Autobahndreieck Saarbrücken ist (teilweise) ein TOTSO-Dreieck. Wer die A 6 aus Fahrtrichtung Mannheim befährt und weiter auf der A 6 Richtung Paris bleiben möchte, muss hier die Hauptfahrbahn verlassen. Verbleibt man auf der Hauptfahrbahn, wechselt man nahtlos auf die A 620 Richtung Saarbrücken.

## Verkehrsaufkommen
| Von                                | Nach                           | Durchschnittliche tägliche Verkehrsstärke | Durchschnittliche tägliche Verkehrsstärke | Durchschnittliche tägliche Verkehrsstärke | Anteil Schwerlastverkehr | Anteil Schwerlastverkehr | Anteil Schwerlastverkehr |
| Von                                | Nach                           | 2005                                      | 2010                                      | 2015                                      | 2005                     | 2010                     | 2015                     |
| ---------------------------------- | ------------------------------ | ----------------------------------------- | ----------------------------------------- | ----------------------------------------- | ------------------------ | ------------------------ | ------------------------ |
| AS Saarbrücken-Goldene Bremm (A 6) | AD Saarbrücken                 | 15.900                                    | 18.800                                    | 11.500                                    | 12,8 %                   | 15,8 %                   | 19,2 %                   |
| AD Saarbrücken                     | AS Saarbrücken-Fechingen (A 6) | 69.000                                    | 61.200                                    | keine Daten                               | keine Daten              | 10,1 %                   | keine Daten              |
| AS Saarbrücken-Güdingen (A 620)    | AD Saarbrücken                 | 41.000                                    | 48.300                                    | 47.700                                    | 07,8 %                   | 06,4 %                   | 05,5 %                   |

## Trivia
Das Autobahnkreuz zwischen der Bundesautobahn 1 und der Bundesautobahn 8 im Norden der Stadt heißt ebenfalls Saarbrücken.